# Aeroporto Internazionale di Regina
L'Aeroporto Internazionale di Regina (IATA: YQR, ICAO: CYQR) è un aeroporto canadese sito nei pressi di Regina, capoluogo della provincia del Saskatchewan.
La struttura è posta all'altitudine di 577 m.l.d.m. (1 894 ft), ed è dotata di due piste entrambe con superficie in asfalto, una più corta, con orientamento 08/26 lunga 1890 m e larga 46 m (6 200 x 150 ft) che integra la maggiore con orientamento 13/31 da 2 408 x 46 m (7 900 x 150 ft), equipaggiate con dispositivi di assistenza all'atterraggio tra i quali un impianto di illuminazione ad alta intensità (HIRL).
L'aeroporto, di proprietà Transport Canada è gestito da Regina Airport Authority ed è aperto al traffico commerciale.